# Allianz für Freiheit und Demokratie
Die Allianz für Freiheit und Demokratie ist ein äthiopisches Parteienbündnis. 
Diese Koalition wurde am 22. Mai 2006 von der Koalition für Einheit und Demokratie (CUD), der Vereinigten Äthiopischen Demokratischen Kräfte (UEDF), der Äthiopischen Patriotischen Volksfront (EPPF, auch als Arbegnoch Gimbar oder Patriot's Front bezeichnet), der Oromo-Befreiungsfront (OLF), der Nationalen Befreiungsfront für den Ogaden (ONLF) und der Sidama-Befreiungsfront (SLF) gegründet.
Das Bündnis befindet sich derzeit in der Opposition.